# 国道147号

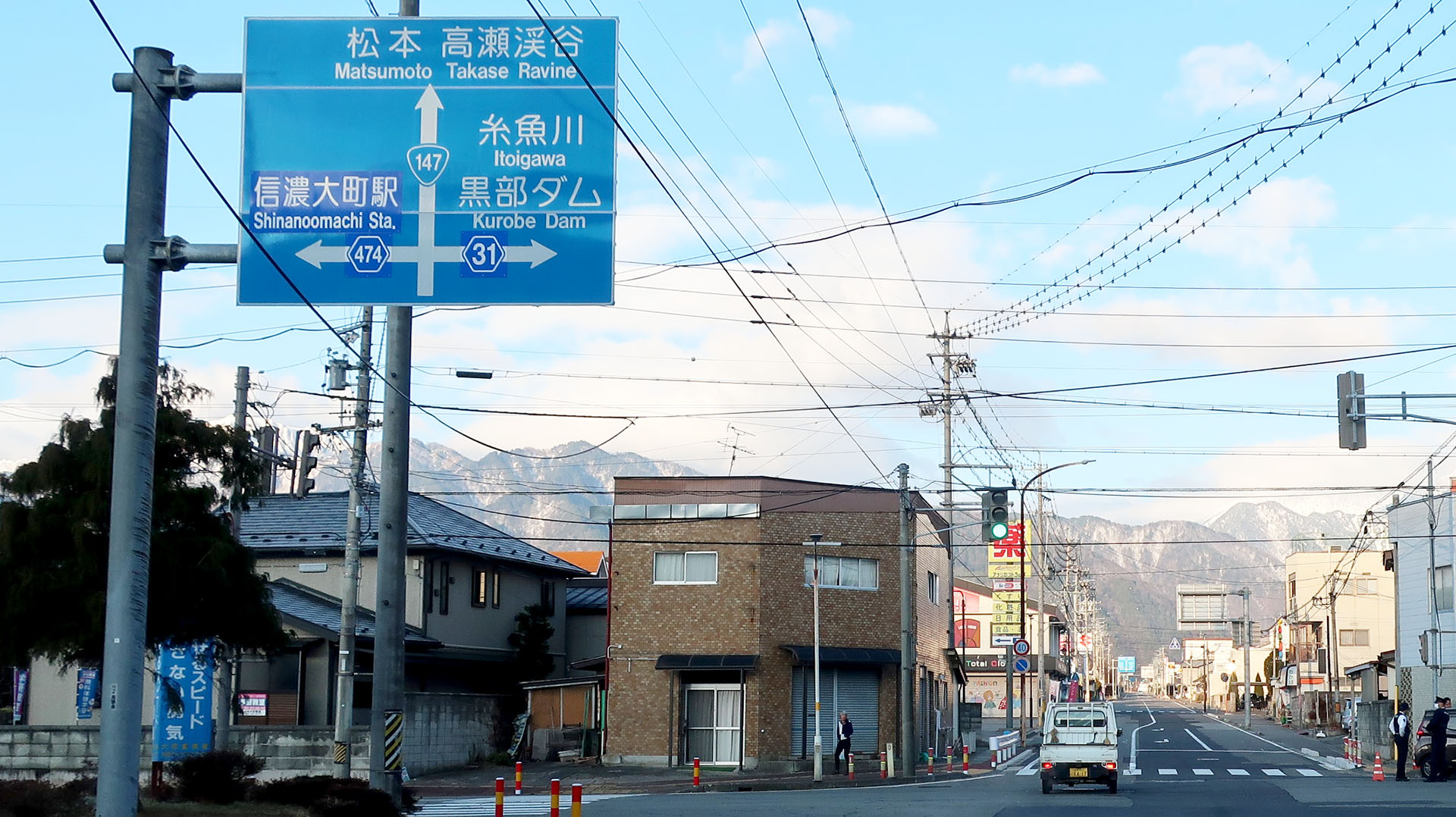
国道147号、国道148号 起点
長野県大町市 大黒町交差点

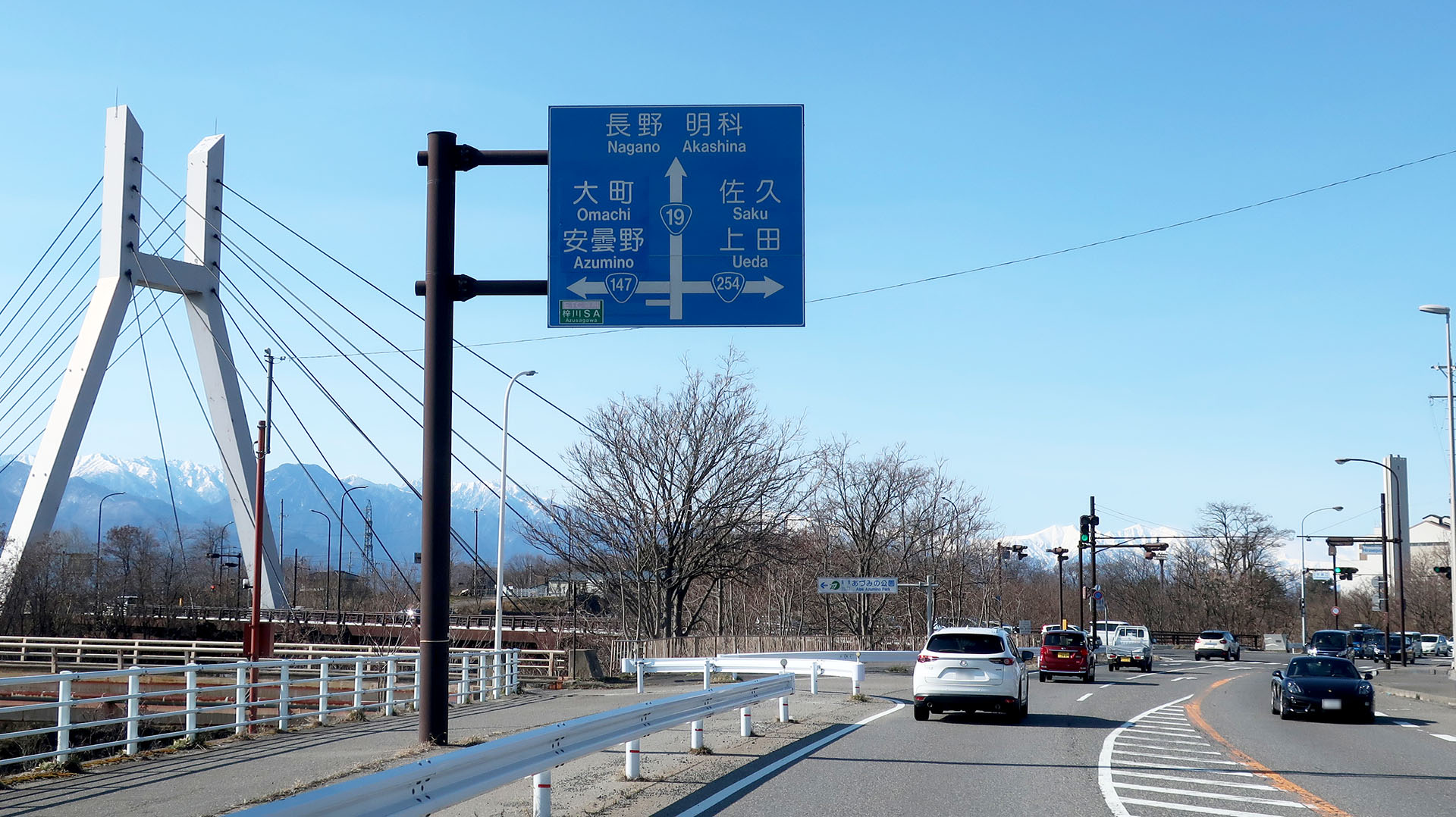
国道147号 終点
長野県松本市 平瀬口交差点

国道147号（こくどう147ごう）は、長野県大町市から松本市に至る一般国道である。

## 概要

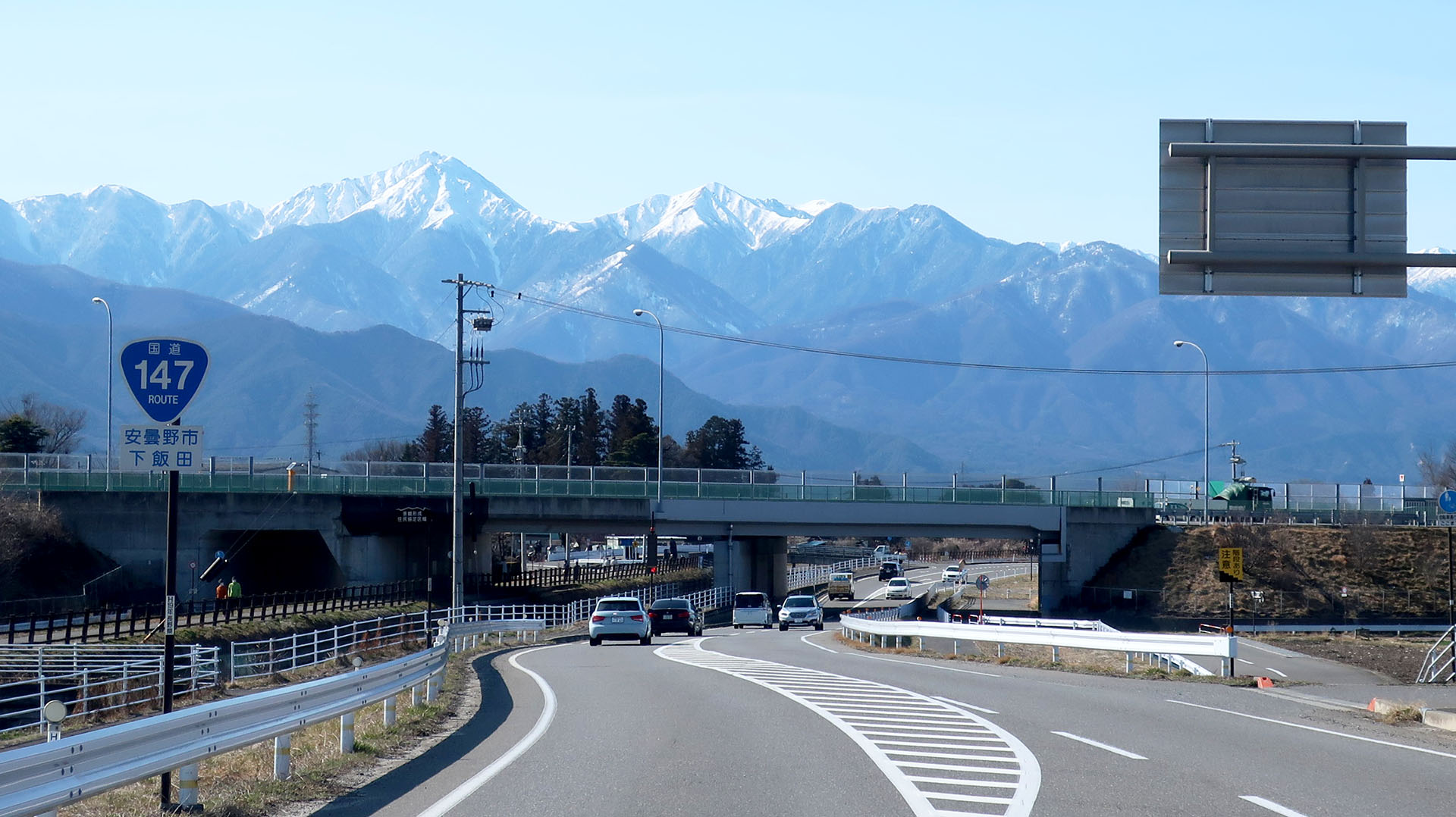
長野県安曇野市下飯田
（2021年3月撮影）

起点の大町市から南下し、安曇野市を経由して、終点の松本市に至る路線で、北アルプス地域と松本地域を結ぶ主要道として利用されている。
また当路線と、起点の大町市から接続している国道148号の2路線は、千国街道（塩の道）にあたる道筋になっており、これに並行してJR東日本大糸線が走っている。

### 路線データ
一般国道の路線を指定する政令に基づく起終点および重要な経過地は次のとおり。
- 起点：大町市（大黒町交差点 = 国道148号起点、長野県道31号長野大町線・長野県道474号信濃大町停車場線終点）
- 終点：松本市（平瀬口交差点 = 国道19号交点、国道254号終点）
- 重要な経過地：長野県南安曇郡穂高町[注釈 2]
- 総延長 : 31.4 km[3][注釈 3]
- 重用延長 : なし[3][注釈 3]
- 未供用延長 : なし[3][注釈 3]
- 実延長 : 31.4 km[3][注釈 3]
  - 現道 : 31.0 km[3][注釈 3]
  - 旧道 : なし[3][注釈 3]
  - 新道 : 0.4 km[3][注釈 3]
- 指定区間：なし[4]

## 歴史
- 1953年（昭和38年）5月18日 - 二級国道147号大町松本線（長野県北安曇郡大町[注釈 4] - 松本市）として指定施行[5]。
- 1965年（昭和40年）4月1日 - 道路法改正により一級・二級区分が廃止されて一般国道147号として指定施行[2]。
- 2011年（平成23年）4月1日 - 拾ヶ堰橋北交差点から新橋交差点までが国道指定解除され、高家バイパスが現道となり、終点が平瀬口交差点に変更される[6][7]。

## 路線状況
大町市大黒町交差点を起点とし、大町バイパスが大町市旭町交差点まで伸びる。左手に昭和電工大町工場がある。高瀬川を上橋（じょうばし）で渡り、大町市常盤地区に入る。北安曇郡松川村を通り、安曇野市までは右手に北アルプスを見ることができる。

### 通称
- 塩の道
- 千国街道
- 糸魚川街道
- 安曇野街道
- 松本街道

### バイパス
当初はバイパス道路として建設されたが、いずれも現道となっている。

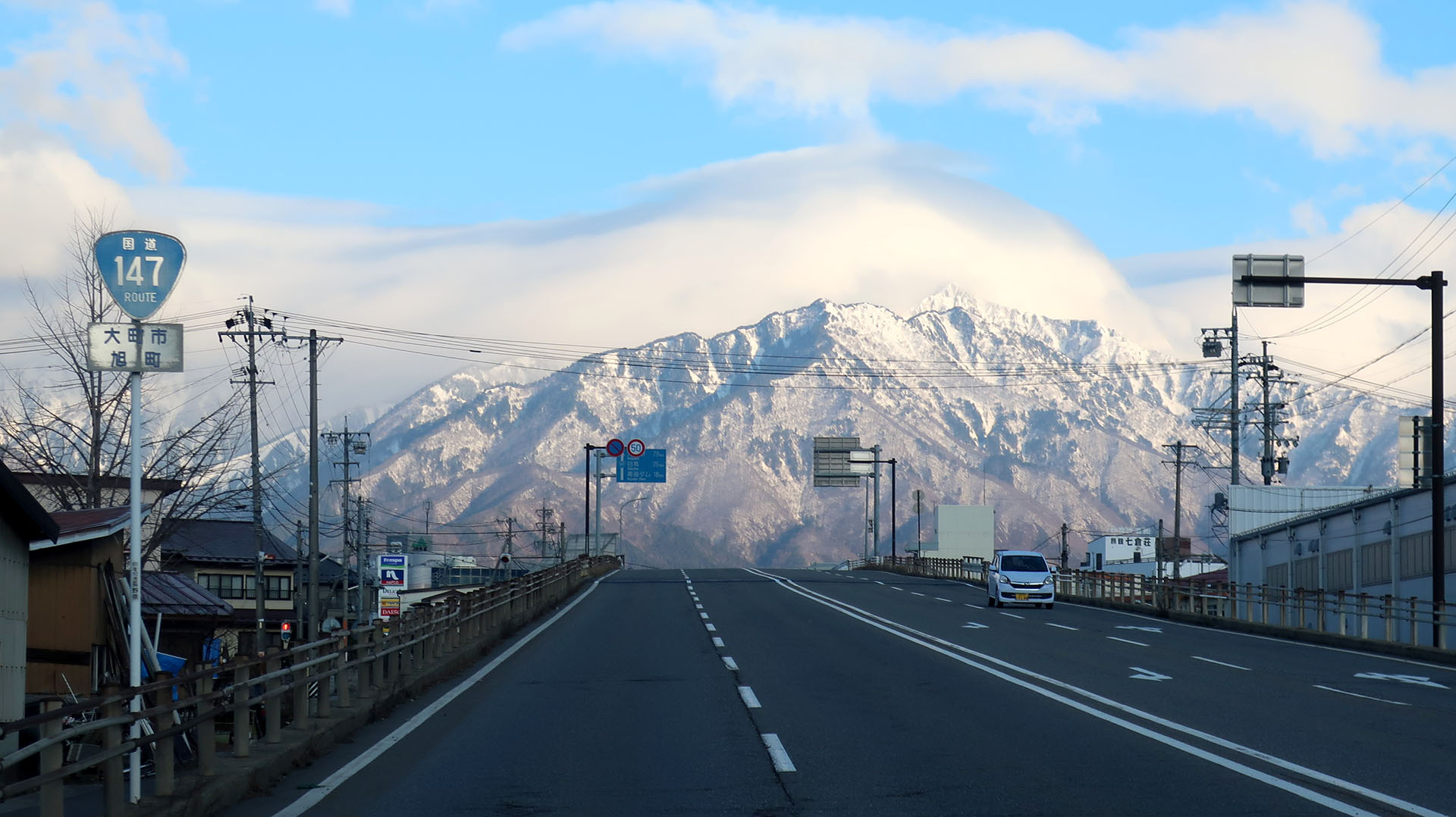
大町バイパス
長野県大町市大町旭町

大町バイパス
大町（おおまち）バイパスは、大町市街地を迂回するバイパス道路である。それぞれ大町市の大黒町交差点を起点とする国道147号と国道148号にまたがっており、一中東交差点を境に南側は旭町交差点までが国道147号、北側は南借馬交差点までが国道148号である。国道147号側は昭和期に建設されており、1974年（昭和49年）7月8日に竣工、国道148号側は1986年（昭和61年）に事業着手し、1995年（平成7年）前後に開通している。
穂高バイパス
穂高（ほたか）バイパスは、安曇野市穂高常盤町から同市穂高柏矢町の柏矢町南交差点に至るバイパス道路である。千国街道穂高宿の旧宿場町を迂回するかたちで建設され、旧道は安曇野市道および一部は長野県道309号塚原穂高停車場線となっている。
高家バイパス
高家（たきべ）バイパスは、安曇野市豊科下鳥羽から松本市島内に至る延長4.2 kmのバイパス道路である。拾ヶ堰橋北 - 南中学校南 - あづみの産業団地 -（2007年（平成19年）7月25日供用開始）-アルプス大橋東 -（2000年（平成12年）12月26日供用開始）- 平瀬口の順に構成されており、2007年（平成19年）7月25日に延長278 mのアルプス大橋の完成をもって暫定2車線として全線で供用を開始した。
バイパスが建設される以前は、拾ヶ堰橋北交差点から南下して梓川を梓橋でまたぎ、新橋交差点で国道19号に達する経路となっていたが、長野県内でも主要な渋滞ポイントとして数えられており、1992年（平成4年）に事業着手した。その後の費用便益分析（B/C）では、6.0が算出されている。また全線供用後は、終点の平瀬口で接続する国道254号松本トンネル有料道路の利用台数が2.5倍に増加した。
その後、2022年（令和4年）3月よりアルプス大橋東交差点 - 平瀬口交差点の4車線化工事が進められ、同年12月26日に供用開始された。

### 重複区間
- 国道148号（大町市大町・大黒町交差点（起点） - 大町市大町・一中東交差点）

### 道路施設

#### 橋梁
- 高瀬上橋（高瀬川、大町市）
- 穂高橋（穂高川・烏川、安曇野市）
- 除沢橋（万水川、安曇野市）
- 矢原堰橋（矢原堰、安曇野市）
- アルプス大橋（梓川、松本市）
- 平瀬橋（奈良井川、松本市）

### バス路線
- 池田町営バス安曇野線：穂高駅前 - 安曇追分駅前
- 池田町営バス松川線：松川駅前 - みどりクリニック前

## 地理

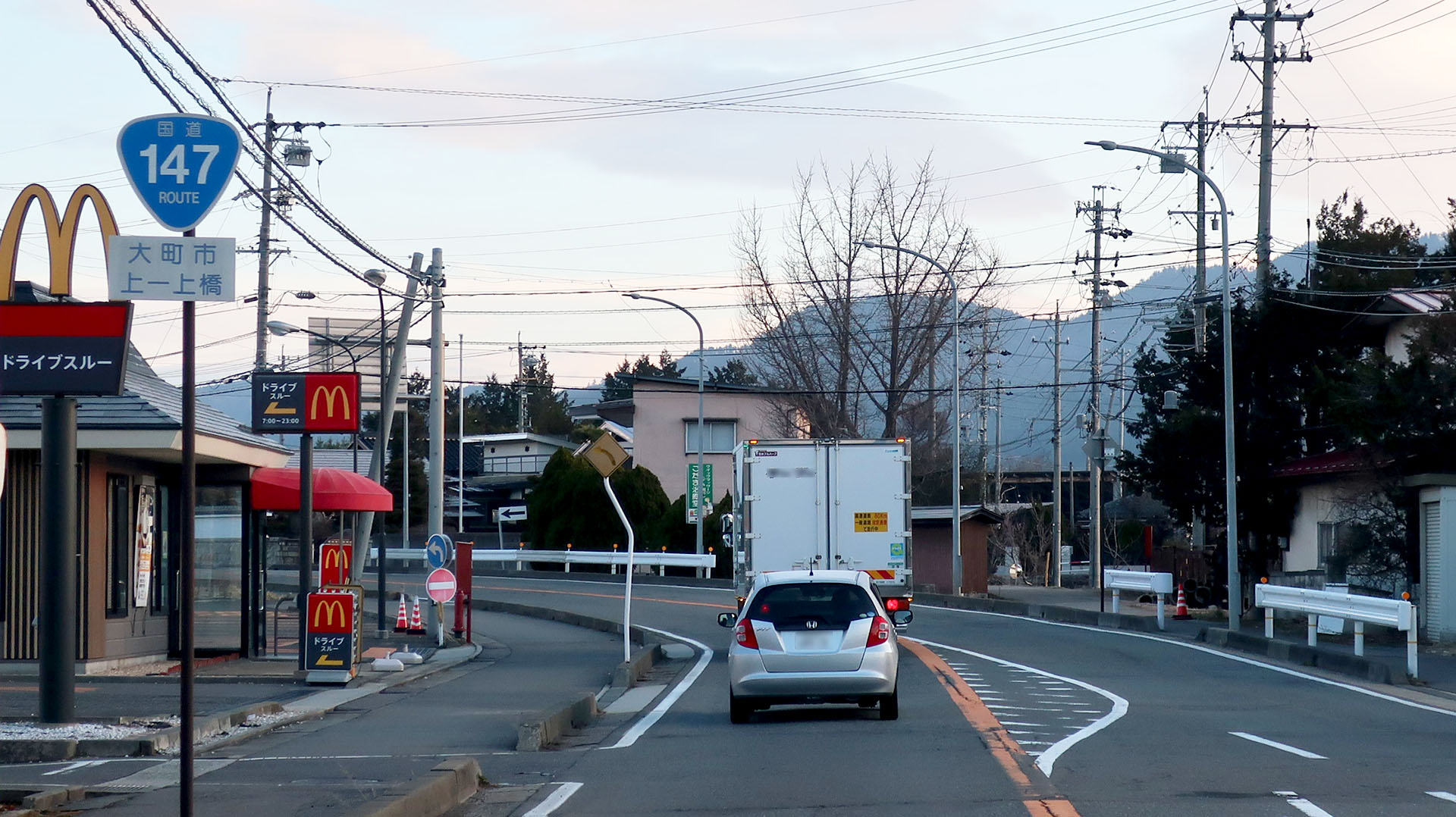
長野県大町市上一上橋
（2021年3月撮影）

### 通過する自治体
- 長野県
  - 大町市 - 北安曇郡松川村 - 安曇野市 - 松本市

### 交差する道路
| 交差する道路                                                                | 市町村名 | 市町村名 | 交差する場所 | 交差する場所         |
| --------------------------------------------------------------------------- | -------- | -------- | ------------ | -------------------- |
| 国道148号 重複区間起点 長野県道31号長野大町線 長野県道474号信濃大町停車場線 | 大町市   | 大町市   | 大町         | 大黒町交差点 / 起点  |
| 国道148号 重複区間終点 長野県道326号槍ヶ岳線                                | 大町市   | 大町市   | 大町         | 一中東交差点         |
| 長野県道306号有明大町線 / 旧道                                              | 大町市   | 大町市   | 大町         | 南原町交差点         |
| 長野県道51号大町明科線 長野県道55号大町麻績インター千曲線                   | 大町市   | 大町市   | 大町         | 旭町交差点           |
| 長野県道306号有明大町線 / 新道                                              | 大町市   | 大町市   | 常盤         | 上一北交差点         |
| 長野県道334号大平大峰沓掛線 長野県道496号あづみの公園大町線                 | 大町市   | 大町市   | 常盤         |                      |
| 長野県道450号矢地赤芝線                                                     | 北安曇郡 | 松川村   | 緑町         | 信濃松川駅前交差点   |
| 長野県道275号上生坂信濃松川停車場線                                         | 北安曇郡 | 松川村   | 板取         | 板取交差点           |
| 長野県道329号原木戸安曇追分停車場線 重複区間起点                            | 安曇野市 | 安曇野市 | 穂高北穂高   | 島新田交差点         |
| 長野県道329号原木戸安曇追分停車場線 重複区間終点                            | 安曇野市 | 安曇野市 | 穂高北穂高   |                      |
| 長野県道307号下木戸有明停車場線 重複区間起点                                | 安曇野市 | 安曇野市 | 穂高北穂高   |                      |
| 長野県道25号塩尻鍋割穂高線 長野県道307号下木戸有明停車場線 重複区間終点     | 安曇野市 | 安曇野市 | 穂高北穂高   | 北穂高交差点         |
| 長野県道85号穂高明科線 長野県道317号穂高停車場線                            | 安曇野市 | 安曇野市 | 穂高         | 常盤町交差点         |
| 長野県道310号柏矢町田沢停車場線                                             | 安曇野市 | 安曇野市 | 穂高         | 柏矢町交差点         |
| 長野県道495号豊科大天井岳線 重複区間起点                                    | 安曇野市 | 安曇野市 | 豊科         | 新田北交差点         |
| 長野県道495号豊科大天井岳線 重複区間終点                                    | 安曇野市 | 安曇野市 | 豊科         | 新田交差点           |
| 長野県道57号安曇野インター堀金線                                            | 安曇野市 | 安曇野市 | 豊科         | 成相交差点           |
| 長野県道316号梓橋田沢停車場線 重複区間起点                                  | 安曇野市 | 安曇野市 | 豊科         | 拾ヶ堰橋北交差点     |
| 長野県道316号梓橋田沢停車場線 重複区間終点                                  | 安曇野市 | 安曇野市 | 豊科         | 南中学校南交差点     |
| E19 長野自動車道                                                            | 安曇野市 | 安曇野市 | 豊科高家     | 4-1 梓川SIC          |
| 長野県道441号穂高松本塩尻自転車道線 / あづみ野やまびこ大規模自転車道        | 安曇野市 | 安曇野市 | 豊科高家     |                      |
| 長野県道48号松本環状高家線                                                  | 松本市   | 松本市   | 大字島内     | アルプス大橋東交差点 |
| 国道19号 国道254号                                                          | 松本市   | 松本市   | 大字島内     | 平瀬口交差点 / 終点  |

### 交差する鉄道
- 大糸線